# Капител
Капителът (на латински: capitulum – главичка) е увенчаваща част на вертикална подпора – колона, пиластър, стълб, анта или друга конструкция, осигуряваща подкрепа на хоризонтално разположения антаблеман или на арка. Тъй като е по-широк от колоната, той осигурява по-стабилна основа за поемане на натоварването. В класическите стилове капителът е архитектурният елемент, който най-лесно и най-ясно ги разграничава. Заради мястото, което заема, той е любим елемент за орнаментиране и се е превърнал в най-ясния индикатор за стила и епохата. Всеки от основните гръцки ордери се характеризира с различен по форма капител. До 5 век обикновено е украсяван с флорални мотиви.

## Видове според формата
Основните части на капитела са шийка, ехин и абак.
- Шийката е долната част на капитела, служеща за преход между колоната и ехина.
- Ехинът е средната част на капитела, която служи за преход между кръглата шийка и квадратна плоча над него – абака.
- Абакът е дебела, плоска плоча в най-горната част на капитела, а главната му функция е да осигурява широка опора на арката или на архитрава над него.

Капителите се променят през вековете и могат да бъдат много разнообразни като форма:
- Дорийски капител – изпъкнал ехин без декорация
- Йонийски капител – увенчан с волута
- Коринтски капител – с формата на обърната камбана и богата растителна декорация
- Композитен капител – съчетава елементи от йонийския и коринтския капител
- Блоков капител (капител с подложка) – има формата на кубичен блок със заоблени долни ъгли и тясна подложка. По форма е близък до куба, но на всяка от страничните му стени са наложени полуокръжности, обърнати с върховете си към ствола на колоната. Обикновено се среща в романската архитектура.
- Импостов капител – широк, плосък капител със смесени функции – на капител и импостов блок. Импостовият блок е част от опорната конструкция между ехина и абака. Този вид се ползва във византийската архитектура.
- Камбановиден капител – с формата на обърната камбана, с отвора нагоре.
- Капител „застинал лист“ – украсен със стилизирани листа. Типичен е за английската неоготика (12 – 13 век).
- Капител с фестонирана подложка – всички страни са обработени във форма на полувенци, или плодове, свързани в гирлянди.
- Капител кошница – монолитен капител, фино резбован със свредели, наподобяващ кошница.
- Папирусовиден капител – оформен като сноп от папирусови листа.
- Капител протом – съставен от две животински полуфигури, обърнати с гръб една към друга.

## История
Най-примитивните капители, като тези в скалните гробници от XII династия в Бени Хасан в Египет, се състоят само от тънък, квадратен абак, поставен директно върху колоната. В Египет и Месопотамия се наблюдават два вида примитивни каменни капители. Пример за тях са намерените в комплекса край селището Сакара (2890 – 2686 г. пр.н.е.). Единият вид е украсен с огънати тръстикови стебла и листа, а другият е като обърната камбана и имитира папирусовото растение.
При декорирането на капителите египетската архитектура използва растителни форми като палма и лотос, както и антропоморфни образи, комбинирани с опростен абак. По същия начин са изработени и древните капители в Западна Азия, които са предимно носещи. Съвременните релефи показват, че месопотамските сгради, освен останалите видове, имат малки колони с капители, увенчани с волути, наподобяващи по-късните йонийски. В Хетското царство и Месопотамия още през 870 г. пр.н.е. също стават известни капителите с волути.
Най-ранните ислямски капитали се основават на римски типове, но скоро започват да следват изискването на мюсюлманската естетика да не се изобразяват реални обекти. Затова при капителите се използват предимно абстрактни форми, получени от повторението на дребни елементи и мултиплициране на миниатюрни арковидни и геометрични форми. В Индия най-често се използват камбановидни капители, декорирани с лотосови мотиви. Те са особено разнообразни, сложни и богато декорирани. В Китай и Япония, където гредите обикновено минават през колоните, вместо да бъдат подкрепяни от тях, няма реален капител, въпреки че понякога се получава подобен декоративен ефект.
Дизайнът на капителите в Средновековна Европа по естествен начин произлиза от римските образци. При тях се различават три тенденции на развитие. Първият е от византийски произход с капители, орнаментирани с дребни, дълбоко врязани листа. Вторият е преходна форма между извитата арка и кръглите колони, които я поддържат. Появяват се кубичните капители, заоблени в долната си част и квадратни в горната. Те са често срещани в Ломбардия, Нормандия и Германия. Третият вид е средновековното развитие на римския коринтски стил.
Капителите през романския период се характеризират с гротескни животни, птици и други фигурални мотиви. В началото на готическия период, особено в Англия и Франция, екзотичните декорации започват да изчезват в полза на простите стилизирани листа, малки издълбани орнаменти във формата на пъпки или навити листа и геометрични орнаменти. През по-късното Средновековие се появява тенденция към намаляване важността на капителите и тяхното опростяване.

## Египет
- Видове египетски капители
- Капител тип лотос
- Капител тип папирус
- Капител тип палма
- Орнаментиран капител
- Капител с изображението на Хатор

### Средно царство (2160 – 1785 г. пр.н.е.)
В династическия период на Египет, Средното царство, капителите на колоните продължават своето развитие. Колоните в храма на Аменхотеп III в Хавара и в некропола в Тива, наричан от древните гърци „Лабиринта“, са увенчани с капители с растителни мотиви. Това са лотосови листа, които показват, че храмът е дом на бога на слънцето, тъй като той се е родил от лотосов цвят. По принцип папирусът, сикомората и лотосът присъстват както в божествените атрибути, така и в капителите на колоните. Сикомората е дърво с височина до 5 м, от което се правят саркофазите и, според египетската митология, в ствола му живее богинята Хатор.
Към камбановидния ехин се добавят образи на палми, при които орнаментирането става с палмови листа, понякога преплетени с други растителни мотиви. Тогава се появява и нов тип колони с канелюри и трапецовиден капител, приеман от някои изследователи като първообраз на дорийския ордер.

### Ново царство (1580 – 1075 г. пр.н.е.)
В египетските папирусови капители цветът на папируса е показан в трите му фази на растеж. Използват се природните закони и динамиката на растежа, т.е. символът се изобразява като имитация на природното състояние на обекта.
В Рамесеума, заупокойния храм на Рамзес II в Луксор, капителите на колоните са изрисувани и оцветени. Тези на големите колони в Храма на Луксор от 1250 г. пр.н.е. са рисувани с разноцветни бои и имитират напълно разцъфтял папирус, заобиколен от редуващи се лотоси и папируси.

### Късно царство и периодът на елинизма (656 – 332 г. пр.н.е. и 332 г. пр.н.е. – 30 г.)
Храмът в египетското строителство достига своя връх при Птолемеите в периода 305 – 30 г. пр.н.е. До 3 век пр.н.е. за декорация се използват различни речни растения, а лотосът преминава през разнообразни модификации. По-късно се появяват и колони, украсени с четиристранни капители с главата на върховната богиня на любовта Хатор. Горната им част изобразява дома на раждането „маммиси“. Някои са декорирани и изрисувани с украса от йероглифи, текстове и картини.
По времето на фараона Нектанеб I (30-а династия) започва строителство на сакрални обекти на остров Филе, около първия праг на Нил, близо до Асуан. Първият храм, издигнат там е на Хатор. При него капителите имат формата на разтворен цвят, изрисувани и оцветени с флорални мотиви. По подобен начин са направени и капителите в Храма на Изида, на същия остров.
Друг прочут паметник от времето на елинистичен Египет е необичайният двоен храм в Ком Омбо, на около 50 км от Асуан, построен от Птолемей VI Филометър в периода 180 – 145 г. пр.н.е. Част от капителите на колоните му са изпълнени с мотиви от лотосови листа.

## Капители в древногръцките архитектурни ордери
- Петте класически архитектурни ордери
- Дорийски
- Йонийски
- Коринтски
- Тоскански
- Композитен

Егейската цивилизация използва капители с квадратен абак и тежък, прост изпъкнал ехин под него. Примери се намират в двореца в Кносос от 1500 г. пр.н.е., също и в така наречената Съкровищница на Атрей в Микена от 1200 г. пр.н.е., в която ехинът е богато гравиран. По-късно в елинистична Гърция се развиват капители, които са вдъхновение за цялото следващо западно изкуство. Егейският тип постепенно прераства в дорийския ред, където кривата на ехина се усъвършенства.
Въпреки че гръцката култура заимства елементи от египетския и асирийския орнамент, тя не е обременена от източните религиозни архетипове и развива формата самостоятелно. По тази причина в гръцката орнаментика липсва символизма, характерен за моделите на първоизточниците. За разлика от египетския, гръцкият орнамент често е чисто декоративен и рядко конструктивен. Капителите от трите гръцки архитектурни ордера имат много характерна и различна един от друг форма, затова са лесно разпознаваеми.

### Дорийски
Дорийският ордер е най-ранният и най-простият от класическите стилове, датиран от около 600 г. пр.н.е. При него първоначално колоната представлява вертикален цилиндър, по-широк в основата, с формата на пресечен конус. Първите колони нямат нито база, нито капител, нито канелюри. С времето се появяват всички тези елементи. Първите капители са съвсем прости и изчистени.
Витрувий дели капитела на 3 части – шийка, ехин с анули и абак с кими.
- Шийката е в най-долната част на капитела и е продължение на тялото на колоната.[1]
- Ехинът е основният елемент на капитела, който с течение на времето получава най-различни форми и декорация. В долната си част е украсен с анули – пръстеновидни бразди, които визуално отделят ехина от шийката. В по-ранните паметници е украсяван с рисувана кима и в по-редки случаи – гравиран. В дорийския ордер ехинът е издялан от един цял каменен блок, лишен е от всякаква декорация и има изпъкнала форма. Формата и украсата му се променят с времето, което помага при датировката на сградите.[1]
- Абакът е гладка, непрофилирана плоча, в най-горната част на капитела. Той е незначително надвесен над ехина и главната му функция е да осигурява по-широка опора на архитрава, който ляга върху него. Предполага се, че е бил разноцветен.[1]

### Йонийски
Йонийският ордер се появява в края на 6 век пр.н.е. в Йония, Мала Азия. Формата му произлиза от т.нар. дървена възглавница, лежаща между архитрава и колоната и завита в двата си края. Спецификата на йонийските колони са волутите на капитела – характерни спираловидни елементи, които изглеждат като охлювчета или рога на овен, поставени в четирите краища на капитела. Под волутите може да има широка яка, разделяща капитела от тялото на колоната с жлебове, или чепка плодове или цветя, завъртяни по такъв начин, че да оформят волутите.
Самият ордер е повлиян е от архитектурата на речните цивилизации. Вероятно създаването му е свързано с капителите с волути от Западна Азия. При него между ехина и абака е вмъкната двойка хоризонтално свързани волути. Най-характерният белег на този капител е, че е двустранен и се изработва с челно разположена волута. Волутите създават фронтална симетрия на капитела и се поставят в краищата на хоризонтално разположените балюстри (малка подпора с кръгло сечение и извит силует).
Частите на йонийския капител също са три:
- Абак – тънка правоъгълна или квадратна плоча, която лежи непосредствено под архитрава.
- Волутен мотив – представлява плочовидна възглавница с краища, завити около тъй нареченото око. В лицето на волутите се оформя улей, наречен канлис.
- Ехин – сфероидно тяло, украсено с релефна йонийска кима.

Познати са няколко варианта на йонийския капител, в зависимост от положението на спиралата на волутите, диаметъра и релефа на окото (изпъкнал или със среден отвор), формата на кандлиса – хоризонтален или огънат надолу.
За колоните, поставени на ъгъла на сградата се изработват специални капители с ъглови волути. Обърнати са с волутния си мотив и кьм двете фасади, а капителът е симетричен към една от ъглополовящите си прави. Несъвършенството на ъгловия капител е преодоляно чрез създаването на диагоналния йонийски капител, при който волутите се срещат под 45° в четирите ъгъла на абака.
Йонийският капител постига своето съвършенство при Ерехтейона на Атинския акропол. Неговата история, както и тази на волутите, като част от него, продължава с въвеждането му в изкуството на Древния Рим и възстановяването му по време на Ренесанса.

### Коринтски
Най-ранният документиран архитектурен обект на коринтския ордер е от 429 г. пр.н.е. в храма на Аполон Епикурейски в Баса. Първоначално коринтските капители са използвани само в интериора на храмовете като тези в Баса и Делфи. Чак през 4 век пр.н.е. те се налагат в екстериора на големи сгради. По времето на Римската империя става стандартен почти за всякакъв вид постройки.
Това е декоративен ордер, който се различава от йонийския единствено по капитела си, върху основния корпус на който е апликирана различна декорацията. Той е по-висок и еднакъв от четирите си страни. Представлява абак, поддържан от ехин във форма на обърната камбана и декориран със стилизирани акантови листа. Къдравите филизи и нарязаните листа обгръщат ехина и сякаш израстват от ствола на колоната. Произходът му не може да се свърже с предхождаща дървена архитектура, както е при другите два ордера, тъй като има силно развита декоративна украса. Най-разпространената теория е, че води началото си от декорациите от кован метал. Според Витрувий той е измислен от архитекта и скулптор Калимах, който видял кошница с избуяли акантови листа около нея, поставена върху гроба на млада жена и ги предал в украсата на капитела.
С цел да се увеличи стройността на колоната, коринтският капител е по-висок и е еднакъв от четирите страни. Съставен е от:
- Калатус – главен конструктивен елемент на капитела, с камбановидна форма, украсен с растителни или волутни мотиви или с комбинацията им.[4]
- Акант – орнаменти от едноименното средиземноморско растение с подчертано декоративни листа. В древногръцката архитектура се прилагат два вида – островърх и мек акантов лист. Техните стилизирани форми се ползват за архитектурна украса и до наши дни.[4] Листата могат да бъдат както схематични, сурови и недодялани, така и екстравагантно оформени и подрязани или съвсем естествени, натуралистични.[8]
- Абак – вторият след калатуса конструктивен елемент на капитела. Представлява квадратна, профилирана плоча и служи за конструктивен и естетически преход към архитрава над него.[4]

Освен капителите с характерната за ордера форма и украса съществуват много и различни варианти. Например палмовидни или камбановидни, които са заемка от египетските капители. Голямото разнообразие на коринтските капители не позволява строгото им категоризиране, но все пак науката ги дели на две големи групи, според вида на мотива, върху който ляга абакът. Едната е с абак, подпрян само от листа, а другата – с абак, лягащ върху четири двойки волути, разположени под ъглите му. Последният е разработен в два варианта – нисък и висок. Ниският се характеризира със силно развит волутен мотив и един ред листа, а високият – със силно развит акантов мотив и два реда листа. Освен това коринтският капител може да бъде със, или без вътрешни волути.
Най-ранният пример за коринтски капител на фасадата е Делфийският толос, построен през 375 г. пр.н.е. от Теодорос Фоцеус. По-известен е по-късният толос в Епидавър от Поликлет Млади. Единственият незасегнят образец от онова време е паметникът на Лизикрат в Атина от 334 г. пр.н.е. Той представлява кръгла сграда с островърх покрив, към чиято фасада са прилепени пиластри с коринтски капители.

## Римска империя
Първите сгради в Римската империя са изградени по етруски образец, като се предполага, че строителството е изпълнявано от етруски майстори. Римляните възприемат от тях една нова конструкция – полукръглата арка, поддържана от колони с капители, която е непозната в Древна Гърция. Заедно с това те възприемат и много от елементите на древногръцката архитектура, особено ордерите. Строят своите сгради и съоръжения като комбинация от тези два модела.
Йонийската колона на римляните загубва изяществото на гръцката, много често няма канелюри, а ако има те стигат до волутите на капитела, чиято спирална форма е по-рязка. Те по-скоро предпочитат претрупания коринтски стил, като го усложняват допълнително. Броят на акантовите листа по капитела е по-голям, добавени са лаврови листа. Някои от украшенията по него се изливат от бронз. Често базата и капителът са от бял мрамор, а самата колоната се изпълнява от материал в друг цвят.

### Тоскански ордер
По-късно, при Флавиите, се появява тосканският (италийски) ордер – опростен ордер с етруски произход. Тъй като римляните са силни привърженици на монументалността, арката носи голяма тежест и това налага римската конструкция да е доста по-различна от гръцката. По тази причина те използват носещи стени и пиластри, а колоните, заедно с капителите, играят ролята и на декоративни елементи.
Формата и липсата на декорация по ехина на капитела представлява модифициран дорийски капител. Под капитела няма вдлъбнат канал, а изпъкнал пръстен. Възглавницата му е съвсем изчистена. Абакът е по-дебел и има локален корниз.
За една и съща сграда римляните използват различни ордери. Например в Амфитеатъра на Флавиите (Римският колизеум) всеки етаж има колони и капители в различен стил. Най-отдолу са разположени тоскански, на втория етаж – йонийски, на третия – коринтски, а атиковият етаж е изпълнен с коринтски пиластри.

### Композитен ордер
Композитният ордер (съставен, римски) е създаден в Римската империя, като комбинация между коринтския и йонийския. Към декорацията от акантови листа на капитела са добавени малки по размер волути, тялото на колоната е гладко и тя стъпва върху висок постамент. В стремежа си да предадат повече пищност и помпозност, римляните отделят сериозно внимание на претрупаната декорация на капитела и антаблемана. Появяват се разнообразни и интересни решения за декорацията им, като в центъра на вниманието попада коринтският ордер.
За основа на композитния капител е взета камбановидната форма на коринтския. Над акантовите листа на първата лежаща волута те поставят още една, втора волута. Третият (горен) ред от акантови листа е заменен от 4 богато декориран волути, разположени по ъглите и заимствани от йонийския капител. Композитният капител е усложнен не само с волути, но и с всевъзможни скулптурни детайли с изображения на грифони, кентаври и други фантастични животни, вместени на мястото на волутите. Ако коринтският капител напомня цветен букет, композитният е съвкупност от ботанически и животински видове.

## Персийска архитектура
- Персийски капители
- Капител от времето на Ахеменидите
- Персийски флорален капител
- Персийски протом с бикове от ападаната в двореца на Дарий I в Суза
- Протом с грифони от Персеполис
- Протом с лъвове от Персеполис
- Капител от Персеполис

Върху територията, заета от ирано-персийската цивилизация са се сменили няколко култури, обвързани с взаимни влияния и така е създаден сложен културен и архитектурен комплекс. Едно от най-прогресивните достижения на персийското изкуство е реализмът. За персийската архитектура от 6 до 4 в. пр.н.е. съдим по останките от дворците и храмовете в Суза, Пасаргад и Персеполис. В тях се забелязва смесица от египетско и гръцко влияние, както и някои собствени, уникални черти.
Архитектурата на дворците в ахеменидското персийско изкуство е много самобитна и при нея са създадени сравнително сложни капители. Колоната, която не играе декоративна роля в месопотамската архитектура, но е богато развита в египетското храмово строителство, е съществена част и в дворците на Персийската империя. Издигнати са грамадни монументални сгради, чийто покрив се поддържа от цяла гора колони с капители. Основна част на двореца е голямата престолна, многоколонна зала, наречена ападана и приета като тип от египетските хипостилни зали.
Колоните и капителите им са много своеобразни и не приличат нито на египетските с лотосообразните и папирусообразните елементи, нито на тези в Древна Гърция. Капителът, използван от персите през 5 и 6 век се състоят от дълъг, тесен блок, легнал непосредствено над колоната, или поддържан от волута и оформен ехин. Над тях са поставени скулптури, изобразяващи предни части на две животни, съединени една с друга и обърнати с гръб едно към друго. Срещат се лъвове, грифони, агнета, орли и коне, но най-често това са бикове, гледащи в противоположни посоки.
Единствено персите са използвали двуглав бик или кон при декорацията на капителите. Това е запазената марка на персийската архитектура от тази епоха. Например част от капителите в двореца на Дарий Велики в Суза, чийто вид е възстановен по гравюра в гробницата на царя, са изпълнени със скулптирани бикове. Ападаната на двореца е с 16 колони и с аналогични капители. В двореца на Ксеркс I в Персеполис могат да се видят спираловидни волути върху капителите, въведени от йонийски майстори.

## Византия
- Византийски капители
- Византийски капител от Звартноц, Армения
- Византийски капител в базилика „Сант Аполинаре Нуово“, Равена
- Византийски капител в базиликата „Сан Витале“, Равена
- Византийски капител в базиликата „Сан Витале“, Равена
- Византийски капители във Великата джамия в Кайруан, Тунис
- Византийски капител от Атина, Гърция

След поредното разделяне на Римската империя през 395 г. Византия процъфтява, а през 5 век остготският крал Теодорих Велики основава столицата си в Равена, като запазва тесни връзки с Константинопол. С това се слага началото на влиянието на християнската цивилизация върху победилите варвари.
Принципите, които византийците въвеждат в архитектурата, се прилагат предимно в строителството на храмове. Новите храмови типове придобиват своя завършен вид около 5 век, а за базов християнски храм е приета римската базилика. Екстериорът на ранните християнски храмове е скромен за сметка на интериора, където украсата е скъпа, аркадите са мраморни, а капителите – позлатени. Често са използвани трофейни капители, свалени от римски сгради.
Когато Юстиниан I отвоюва Италия през 6 век, Равена е епархия на византийските вицекрале, като с това става мост между Изтока и Запада. Така градът се превръща в проводник на зараждащия се архитектурен византийски стил. Появяват се гигантски композиции от прецизно изпълнени мозайки, а акантовите капители, под влиянието на Изтока, се заменят с дантелен ажур.
Византийските капители са безкрайно разнообразни. В началото най-използван е римският композитен капител. Впоследствие каменният блок остава необработен, така както пристига от каменната кариера, за да може скулпторът да го декорира според собствения си вкус. По този начин се създава нов вид дизайн по отношение на капителите, базиран на фантазията на всеки отделен майстор и повторения се срещат рядко.
Едни от най-забележителните капители изглеждат така, сякаш листата са издухани от вятъра. Могат да се срещнат в църквата „Света София“ в Константинопол, която се приема като най-яркият паметник на византийската архитектура. Създадена е по времето на император Юстиниан I между 532 и 537 г. При нея капителите на основната аркада са с кубовидна форма, оформени чрез взаимното проникване на куб и полусфера. Имат малки йонийски волути, комбинирани със стилизирани растителни мотиви и дълбоко подкопаване на камъка около тях.
Друг пример е църквата „Св. св. Сергий и Вакх“ от 536 г. в Константинопол, представител на преходен план към композитния тип. Капителите в нея са от нов вид – нагънати и с лозови мотиви. Капители с „издухани листа“ се срещат в „Света София“ в Солун, както и при базиликата „Сан Марко“ във Венеция. В „Сан Марко“ има интересни капители с мотиви от магарешки бодил и бор.

## Романски стил
- Романски капители
- Разнообразни кубични капители в Бад-Вимпфен, Германия
- Блоков (кубичен) капител от Маастрихт, Нидерландия
- Флорален капител върху пиластър от Анзи-ле-Дюк, Франция
- Капител с човешки и животински фигури от Сантиляна-дел-Мар, Испания
- Капител със сирени с двойни опашки от Жирона, Испания
- Капител със „Зеления човек“ в Килпек, графство Херефордшър, Англия

Романският стил господства в Европа от края на 10 до средата на 13 век. При него колоните получават разнообразна форма, която с времето се усложнява все повече. Простите кръгли колони и квадратни пиластри се трансформират в кръстовидни, четирилистни и много по-усложнени масивни стълбове. Разнообразието от капители е голямо. Срещат се капители „възглавници“, пирамидални, йонийски, орнаментирани, флорални, а също сложни фигурални капители, върху които са изобразени библейски сюжети и дори различни фантастични и митологични същества. Наблюдава се голямо количество гротескни капители, украсени с птици, зверове и човешки фигури, особено в Испания и Франция.
Най-ранният тип капител в Ломбардия и Германия е кубичният, при който долната част на куба е отрязан и преминава в пресечен конус, за да легне плавно към кръглата колона. Тези ранни видове обикновено отначало са оцветени и изрисувани с различни геометрични фигури, а по-късно – скулптирани.
Художественото ниво на романските релефи е далеч от това на античните. Те са наивни, но изразителни, което е най-голямото качество на романската скулптура. Фигурите не са пропорционални, с големи глави и ръце, с тела, несъразмерни на главата и крайниците. Създава се така нареченият повествователен капител, който е покрит с богати, многофигурни скулптурни композиции. Релефите се развиват главно в капителите на колоните и пресъздават старозаветни или новозаветни сцени през погледа на светския човек. Включени са множество елементи от бита и ежедневието на хората от Средновековието.

## Готически стил
- Готически капители
- Австрия
- Кипър
- Франция
- Елзас, Франция
- Маастрихт, Нидерландия
- Коимбра, Португалия

Готиката е архитектурно-художествен стил от средата на 12 до 15 век, завършващ етап на средновековното изкуство. Революционно леката спрямо своите романски предшественици църковна готическа архитектура, възниква в Нормандия и бързо се разпространява в католическа Европа. Развива постиженията на романската храмова архитектура, като впоследствие се реализира и в светските сгради. Построяват се великолепните катедрали в Париж, Шартър, Амиен и Реймс.
Колоните стават тънки и фини, а формите издължени. От капителите почти изчезват чудовищата и фантастичните животни. Стилът се връща към природата в най-чист вид, а по капителите се развиват растителни мотиви, дъбови листа и птици. Нарастващият натурализъм се подчертава от използването на формите на пъпки и малки издълбани орнаменти, обикновено като навити листа, скулптирани върху наклонената стена на ехина. По тях се появяват и любимите сцени на готиката – Самсон, лъв, биещи се конници и други. В Ломбардия капителите са грубо изваяни и даже гротескни. По-късно скулптурата там постига доста по-висок стандарт. Например в манастирите на Монреале в Сицилия се срещат великолепно изработени капители, скулптирани с прекрасно оформени птици.
Дворецът на Дожите във Венеция е впечатляваща готическа сграда. Украсата е сложна и въздействаща. Тридесет и шестте капитела на долната колонада са украсени с животни, цветя и символи на различните месеци в годината.

## Ренесанс
- Капител от ренесансова аркада в Маастрихт, Нидерландия
- Ренесансов капител от Тласкала, Мексико
- Ренесансов капител с човешка фигура от църквата Sainte Tanche в Люитр, Франция
- Капител с изображения на глави от Страсбург, Франция
- Ренесансов капител от Валенсия, Испания
- Ренесансов капител от Умбрия, Италия

Ренесансът е период в развитието на архитектурата, изкуствата и науките от ранния 15 век до началото на 17 век в различни европейски страни. Появява се във Флоренция като съзнателно съживяване и развитие на образци от античните римска и гръцка култури и като противопоставяне на готиката, определяна от ренесансовите теоретици като варварско изкуство. Флоренция и Рим си делят славата да бъдат центрове на ренесанса, който сериозно променя архитектурата на католическите храмове. След края на 13 век творците преоткриват класиката чрез редици от цилиндрични колони, коринтски капители, и полукръгли арки.
Италианският ренесанс набляга върху важната роля на капителите и вариантите им са също толкова много, както при византийския и готическия стилове. Най-често срещаният ордер е коринтският с разнообразно видоизменени капители. При пиластъра, много използван през Възраждането, в дизайна на капителите се развиват нови и разнообразни комбинации. Повечето от орнаментите могат да бъдат проследени до римски първообрази, но изработката става много по-деликатна и усъвършенствана.
Испанският ренесанс се различава значително от италианския, както и от класическите форми. Преобладава декоративизмът, наследен от маврите. Появяват се конзолните капители, уникални за Испания. Използват се смесени материали – камък и дърво, като самият материал диктува формата. В двореца в Гуадалахара например базите и капителите са от камък, а конзолите от дърво. Въобще испанският Ренесанс употребява повече декоративни елементи от италианския и при капителите използва антични мотиви като медальони, урни, листовидни форми и раковини.

## Барок
- Барокови капители
- Германия
- Германия
- Германия
- Испания
- Италия

Барокът възниква в Италия през 17 век, когато абсолютистката държава и църквата са в своя апогей. Архитектурата се съобразява с възникването на новите емоции – религиозния патос на църквата и преклонението пред държавността, олицетворявана от абсолютната монархия. Започва използването на гигантски ордери, които не отговарят на конструкцията, а целят само ефекта на грандиозния мащаб. Така както ренесансът отрича готиката, така и барокът отрича ренесанса. За разлика от ренесанса обаче, който ползва античността, барокът ползва ренесансовите форми, като ги променя до неузнаваемост.
Отличителна черта на бароковите сгради е съзнателното нарушаване на пропорциите в системата на античната ордерна система. Части от ордера – база, антаблеман, капител са разтегнати, насложени една върху друга, понякога усукани. Предишната хармонична структура, пропорционална на човека, придобива масивност и разкъсан ритъм.
Нов и популярен вариант на ордерите е „колосалният ордер“ с колони, минаващи през два или три етажа. Детайлите на традиционните ордери са обогатени, сложни, модифицирани, а украсата става помпозна. При капителите например, италианският архитект Франческо Боромини използва коринтския ред, като заема от него характерните му елементи – волутите, които израстват от акантовите листа в основата на капитела и ги обръща.

## Класицизъм и неокласицизъм
- Класически капители
- Класически капител в Университета във Варшава, Полша
- Капител от гарата на Мария-Райн в Каринтия, Австрия
- Класически капител от Храма на сибила в Пулави, Полша
- Класически капител на коринтска основа в пощата на Йонкърс, САЩ
- Класически капител в банката на Портланд, САЩ

Класицизмът и неокласицизмът са сложни и разнообразни стилове, които се налагат последователно през 17 и 18 век. Възникнали като реакция срещу претрупаността в стиловете барок и рококо, те са опит за завръщане към смятаните за изгубени чистота и благородство в архитектурата. Засилва се възхищението към античните сгради и статуи, а архитектите ги копират и имитират през цялата първа половина на 18 век. Древните гръцки и римски сгради са прецизно изучавани. Опростеността на гръцките конструкции предлага дизайн, в който орнаментите са премахнати или силно ограничени.
Петте гръцки и римски ордера са в основата на класическата архитектура и през вековете много автори ги ползват в различни интерпретации. Някои архитекти дори се опитват да разширят традиционния им канон и да създадат свой собствен ордер. Понякога те смесват части от един вид с части от друг, или дори създават напълно нов тип, който да въплъщава определена идея.
Започва използването на фрагменти от римски капители, типичен пример за еклектиката на римската архитектура, имитирана в неокласическите сгради. Капителите се основават главно на коринтския стил, развит в Древна Гърция и продължен в Римската империя. В някои случаи капителите са допълнени с женски фигури, които поддържат горната част, галопиращи коне, които излизат от листо на акант и т.н. Някъде е ползвана основата на дорийския капител, но богато декориран с преплетени листа и орлов нокът.
В някои от вариантите на традиционния коринтски капител на мястото на волутите са поставени глави на овни със силно завити рога. В Англия се появява капител, съставен от фигурите на лъв и еднорог, заимствани от британския герб, а между тях е изобразена британската корона.